# Sang Jang
Sang Jang (Shang Yang) (kínaiul: 商鞅; pinjin (pinyin) hangsúlyjelekkel: Shāng Yāng; i. e. 390 - i. e. 338), aki Sang (Shang) ura (Sang-csün (Shangjun) 商君) néven is ismert Csin (Qin) állambeli reformer főminiszter és gondolkodó volt, aki a legista elvek gyakorlatba ültetésével megerősítette Csin (Qin)t, és módszereivel, intézkedéseivel nagyban előremozdította a majdani birodalomegyesítést. I. e. 361-ben érkezett Vej (Wei)ből Csin (Qin)be, ahol Hsziao (Xiao) fejedelem a szolgálatába fogadta. A törvényeket társadalmi rangtól, vagyoni helyzettől függetlenül mindenkire kiterjesztette; a népet kölcsönös felelősségi csoportokba osztotta; a származás helyett az érdem szerint osztotta a rangokat és előjogokat; támogatta a földművelést és az új földek feltörését; fellépett a kereskedők és a konfuciánusok ellen; elköltöztette a Csin (Qin) fővárost. Reformjai eredményeként Csin (Qin) a következő évszázad legerősebb katonai hatalmává vált. Hsziao (Xiao) fejedelem halála után a reformok által megsértett arisztokrácia Sang Jang (Shang Yang)ot kivégeztette, intézkedéseinek eredményei azonban megmaradtak. Sang Jang (Shang Yang) neve alatt fennmaradt egy terjedelmes mű, amely a Sang urának könyve (Sang-csün su (Shangjun shu) 《商君書》) címet viseli; ezt azonban valószínűleg nagyrészt az i. e. 3. században állították össze, és nem föltétlenül Sang Jang (Shang Yang) eredeti eszméit tartalmazza.

## Élete
Sang Jang (Shang Yang) életrajza A történetíró feljegyzéseinek 68. fejezetében olvasható. Itt Sang Jang (Shang Yang) származásával kapcsolatban a következők tudhatók meg:

„Sang (Shang) ura Vej (Wei) 衛 fejedelmi családjának egy ágyastól eredő oldalágából származott. Adott neve Jang (Yang), családneve Kung-szun (Gongsun) 公孫 volt; ősei eredetileg a Csi (Ji) 姬 családnevet viselték. Jang (Yang) fiatalkorától kezdve szerette tanulmányozni a »cselekedeteket és neveket«...”

A tehetséges fiatalemberre igen hamar felfigyeltek a Vej (Wei) udvarban, és hivatalnoki tisztséggel ruházták fel. Az itt rábízott feladatok azonban nem elégítették ki Sang Jang (Shang Yang)ot, aki felismerte, hogy reformgondolatai megvalósításának lehetőségeit Vej (Wei) állam akkori uralkodója, Huj (Hui) 惠 király (i. e. 370 - i. e. 319.) aligha fogja még csak fontolóra is venni. Ezért aztán úgy döntött, hogy elhagyja szülőföldjét, s i. e. 361-ben vándor bölcselőként a kínai civilizált világ peremén elhelyezkedő, a többi fejedelemség által félbarbárnak tekintett Csin (Qin) államba indult és telepedett le. Sang Jang (Shang Yang) miután Csin (Qin)be érkezett kieszközölt magának egy meghallgatást az akkoriban, frissen trónra lépő Hsziao (Xiao) 孝 hercegnél (i. e. 361 - i. e. 338), és elérte, hogy még ebben az évben úgy nevezett „vendég tisztviselő” lehessen a hercegi udvarban.
I. e. 358-ban a következő bevezetéssel tárta összegzéseit Hsziao (Xiao) herceg elé:

„A tömegember megnyugszik a régiek szokásaiban; a tudósok pedig eltelnek azzal, amit tanultak. Velük megtöltheted a hivatalokat és őriztetheted a törvényeket, de a törvényen kívül álló dolgokat nem vitathatod meg az ilyenekkel. A Három dinasztia (alapítói) különböző szertartásokat követtek, mégis királyok lettek. Az öt fejedelem különböző törvényeket követett, mégis hegemónok lettek. A bölcs meghozza a törvényeket, az ostoba megköttetik általuk; az érdemes megváltoztatja a szertartásokat, az alantas pedig korlátozva van általuk...”

A herceget meggyőzte, hogy a Csin (Qin) intézményrendszer és a gazdaság újjáélesztésének érdekében halaszthatatlan egy sor reform bevezetése. Hsziao (Xiao) herceg hallgatott a tanácsaira, azonban a bevezetett reformokkal szemben kezdetben az alattvalói ellenérzéssel viseltettek:

„Amikor a nép körében a rendeletek már egy éve érvényben voltak, a Csin (Qin)-beli közemberek ezrével jöttek a fővárosba panaszkodni az első rendeletek okozta hátrányokról. Ekkoriban a trónörökös megsértette a törvényt. Vej (Wei)-beli Jang (Yang) kijelentette: »A törvények azért maradtak hatástalanok, mert a felül állók megsértik őket.« (Sang Jang (Shang Yang)) a trónörökössel szemben a törvények szerint akart eljárni. A trónörökös azonban az uralkodó utódja volt, ezért nem lehetett megcsonkítani. Így hát (Sang Jang (Shang Yang)) a trónörökös tanítóját, Csien (Qian) 虔 herceget csonkította meg, s nevelőjét, Csia (Jia) 賈 herceget tetováltatta. Másnap a Csin (Qin)-beliek mind sietve (végrehajtották) a rendeleteket.”

Alig egy évtized leforgása alatt azonban a nép megértette Sang Jang (Shang Yang) intézkedéseinek céljait, és méltányolták az eredményeket. A nagy történetíró a következőképpen írja le Csin (Qin) közállapotát és a nép hangulatát a reformok bevezetését követő években:

„Miután (a rendeletek) tíz évig érvényben voltak, Csin (Qin) népe nagy örömben élt. Az utakon elvesztett tárgyakat nem vették fel, a hegyekben nem tanyáztak tolvajok és rablók, a családok jól el voltak látva, az embereknek (mindenből) volt elegendő. A közemberek bátrak voltak a fejedelem csatáiban, de gyávák a magánverekedésekben. A falvakban és a városokban nagy rend uralkodott...”

Sang Jang (Shang Yang)ot is előléptették, a magas hivatalnoki rangnak számító co-su-csang (zuoshuzhang) 左庶長 pozíciót kapta, ami egyfajta katonai, főparancsnoki tisztség volt a Csin (Qin) államban.

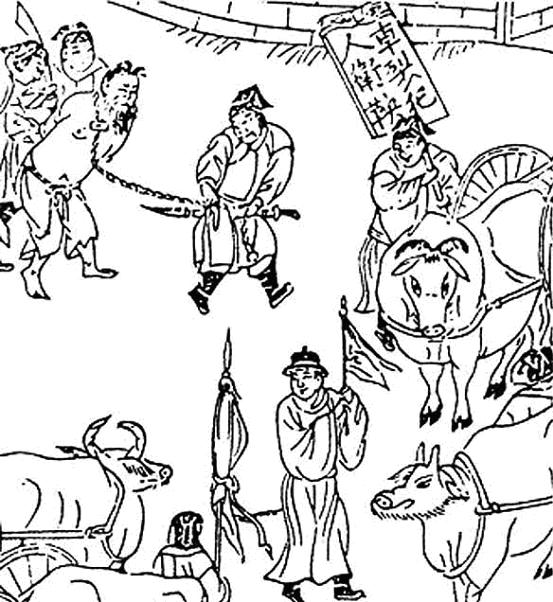
Sang Jang (Shang Yang) kivégzése egy Ming-kori elbeszélésgyűjtemény egyik illusztrációján

A Sang Jang (Shang Yang) életrajzát megörökítő Sze-ma Csien (Sima Qian) szerint az ezt követő években Hsziao (Xiao) herceg sorra jelentős katonai sikereket könyvelhetett el, amelyek a nagy történetíró véleménye szerint ugyancsak Sang Jang (Shang Yang)nak voltak köszönhetők. Csin (Qin) sikeres hadigépezete ugyanis aligha jöhetett volna létre, ha Sang Jang (Shang Yang) kezdeményezésére nem költöztetik át a fővárost Hszienjang (Xianyang)ba, amely még a Csin (Qin)-dinasztia idején is végig, i. e. 207-ig a hatalmi központ maradt.
Sang Jang (Shang Yang) reformjainak intenzív bevezetésére a főváros áttelepítése után került sor. Ám hiába bizonyult sikeresnek, hiába járult hozzá jelentős mértékben ahhoz, hogy a Csin (Qin) állam kora egyik legerősebb és katonailag az egyik legütőképesebb fejedelemsége legyen, Hsziao (Xiao) herceg i. e. 338-ban bekövetkezett halálával Sang Jang (Shang Yang) szerencsecsillaga is leáldozott. A reformok által megsértett arisztokrácia az új uralkodónál, Huj-ven (Huiwen) 惠文 hercegnél (i. e. 338 - i. e. 311) kieszközölte Sang Jang (Shang Yang) kivégezését. Huj-ven (Huiwen) herceg ugyan pontosan tisztában volt Sang Jang (Shang Yang) reformjainak jelentőségével, de hatalma megszilárdítása érdekében, nem tehette meg, hogy ne teljesítse az udvarhoz közelálló arisztokraták egyöntetű és határozott kérését. Sang Jang (Shang Yang) ugyan megpróbált elmenekülni, de végül elfogták, az uralkodó pedig elrendelte Sang Jang (Shang Yang) „szekerek általi szétszaggatását” (csö-lie (chelie) 車裂) - ami öt szekér, vagy öt ökör által végrehajtatott szétszaggatást jelentett - s vele együtt a teljes családját is kivégeztette. A nagy történetíró szerint kivégzésekor Huj-ven (Huiwen) herceg a következőket mondta: „Senki nem fogható Sang Jang (Shang Yang)hoz!”

## Reformjai

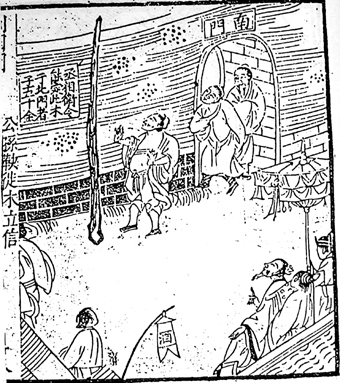
A cölöpállítás történetének ábrázolása egy Ming-kori elbeszélésgyűjtemény egyik illusztrációján

Az i. e. 358-ban a Hsziao (Xiao) herceg elé tárt Sang Jang (Shang Yang)-i reformtervekhez tartozott a törvények és büntetések felülvizsgálata, a büntetések szigorítása, a mezőgazdaság fejlesztése, az arányos mértékű adományozásai és kitüntetési rendszer kidolgozása a csatában életüket vesztett hősök közvetlen rokonainak javára.
Mielőtt a Sang Jang (Shang Yang) által kidolgozott reformintézkedéseket érvénybe léptették volna, Sang Jang (Shang Yang) különös módon próbálta megnyerni a nép bizalmát, és meggyőzni őket szavahihetőségéről. Legalábbis erről tanúskodik életrajzának egyik regényes története:

„A rendeleteket megfogalmazták, de még nem hirdették ki őket, félvén, hogy a nép nem bízik majd bennük. (Sang Jang (Shang Yang)) ezért felállított egy három öl magasságú facölöpöt a főváros piacának déli kapujánál, s kihirdette, hogy aki a köznép soraiból el tudja mozdítani és fel tudja állítani az északi kapunál, az tíz aranyat kap. A nép csodálkozott a dolgon, de (a cölöpöt) senki nem merte elmozdítani. (Sang Jang (Shang Yang)) ezért újra kihirdette: aki el tudja mozdítani (a cölöpöt), az ötven aranyat kap. Akadt egy ember, aki elmozdította, és (Sang Jang (Shang Yang)) azonnal odaadta neki az ötven aranyat, hogy világossá tegye, nem csapja be (a népet). Ezután kiadták a rendeleteket.”

Sang Jang (Shang Yang) reformjait nem könnyű csoportosítani, mert a reformok kategóriái egymásba mosódnak, átfedik egymást, hatásaik pedig igen összeettek. Lehetetlen szétválasztani az állami gazdasági, politikai, adminisztratív és katonai reformokat. Sang Jang (Shang Yang) fő célja a szerteágazó, számtalan törvényt új, egységes rendszabályokkal felváltani. Ezért szorgalmazta a törvény előtti egyenlőséget is. Azonban ez kihatott a gazdaságra, a társadalomra, leginkább azt követően, hogy bevezették a kollektív felelősség és a kölcsönös megfigyelési kötelezettség rendszerét. Sze-ma Csien (Sima Qian) ekként összegzi Sang Jang (Shang Yang) reformjainak egy részét:

„(Sang Jang (Shang Yang)) „egy rendelettel a népet tíz és öt háztartásból álló csoportokba (si vu (shi wu) 什伍) osztotta, amelyeknek tagjai vigyázták és megfigyelték egymást, s kölcsönösen feleltek a többiek bűneiért (lien co (lian zuo) 連坐). Aki (tudott) egy bűnözőről, de nem jelentette fel, azt derékban kettévágták; aki feljelentett egy bűnözőt, az ugyanakkora jutalmat kapott, mint aki levágott egy ellenséges fejet; aki rejtegetett egy bűnözőt, azt ugyanolyan büntetés sújtotta, mint aki megadta magát az ellenségnek. Azoknak a közrendű családoknak, amelyekben kettő vagy több (felnőtt) férfi volt, s nem osztották ketté a háztartást, megkettőzték a katonai adóját. Aki katonai érdemeket szerzett, az szolgálatai alapján magasabb nemesi rangot (csüe (jue) 爵) kapott; aki magánverekedésbe keveredett, arra (az eset) súlyossága szerint kisebb vagy nagyobb megcsonkító büntetést (hszing (xing) 刑) szabtak ki. Azok, akik az alapvető foglalkozásokat űzték, földet műveltek és szőttek, és sok gabonát és selymet állítottak elő, felmentést kaptak a közmunka alól. Aki másodlagos haszonszerzéssel foglalkozott, vagy aki lustasága miatt szegény volt, azt lefoglalták és (állami) rabszolgává tették. A fejedelmi család azon tagjai, akik nem szereztek katonai érdemeket, nem kerültek be az uralkodói nemzetség anyakönyvébe. A tisztségeket, címeket, nemesi rangokat a társadalmi helyzet alapján tették világossá; a földeket és házakat, a rabszolgákat és rabszolganőket, továbbá a ruhákat a családi helyzet alapján lehetett birtokolni. Akik érdemeket szereztek, megbecsülésben részesültek és kiemelkedtek; akik nem szereztek érdemeket, ha gazdagok voltak is, nem volt hely, ahol mutogathatták volna (vagyonukat).”

A kölcsönös felelősség és feljelentési kötelezettség rendszere alapjaiban formálta át a társadalom életét és szerkezetét, ám egyúttal páratlan katonai összetartást is eredményezett. A történészek különböző állásponton vannak azzal kapcsolatban, hogy ennek a rendszernek vajon a lélekromboló, az egyént elaljasító, vagy éppen a szolidaritást, az összetartást erősítő hatása volt-e jelentősebb.
Sang Jang (Shang Yang) javaslatára új mértékegységeket vezettek be, a súly, a hossz- és az űrmértékeket egységesítették. Támogatták a tanulást, s szinte erőltették a korábban teljes írástudatlanságban tartott társadalmi rétegeket, hogy közülük minél többen tanuljanak meg írni-olvasni.
A társadalmi reformokkal párhuzamosan zajlottak a katonai reformok is. Új címek, rangok, kitüntetések kerültek bevezetésre. A kollektív felelősség rendszerének bevezetése a hadsereg hatékonyságát illetően egyértelműen pozitív hatással volt. Sang Jang (Shang Yang) reformjainak eredményeképpen immár a földművesek is a hadsereg részét képezték, ami nagyban hozzájárult a társadalmi mobilitás megélénküléséhez. A hadsereg zömét ugyanis a besorozott parasztságból kiképzett gyalogosok alkották, akiket a hivatásos tisztek irányítottak. Ez az újítás olyan fontosnak bizonyult, mint a földparcellák újszerű kijelölése, ugyanis a művelés alá vonható földterület mérete ekkortól kezdve a paraszti családok népességétől függött. Az adók ellentételezésére szántókat juttattak az embereknek, még a betelepült idegeneknek is.
Sang Jang (Shang Yang) reformjai közül a legfontosabb mégis a közigazgatás átszervezése volt. I. e. 350-re Csin (Qin) nagy része már 46, illetve 36 járásra (hszien (xian) 縣) volt osztva, melyek mindegyikét egy-egy járásfőnök (ling 令) és járásfőnök-helyettes (cseng (cheng) 丞) irányított, valamint mindegyik járás élére egy katonai parancsnokot (vej (wei) 尉) is kineveztek. E három vezető közvetlenül a hercegi közigazgatási hivatalnak tartozott elszámolással. Ez a közigazgatási rendszer rendkívül hatékonynak bizonyult, amelynek köszönhetően a törvények a legapróbb településre is eljutottak, illetve kivétel nélkül mindenhol érvényesíteni tudták az uralkodói udvar akaratát. E rendszer keretein belül dolgozták ki a szigorú bürokráciai rendet. Például egyetlen hiányos dokumentumot, okmányt sem tekinthettek érvényesnek. Az érvényességhez pedig valamennyi okiratnak tartalmaznia kellett a kibocsátó pecsétlenyomatát és a felelős tisztviselő aláírását.

## Műve
Sang Jang (Shang Yang) neve alatt fennmaradt egy terjedelmes mű, amely a Sang urának könyve (Sang-csün su (Shangjun shu) 《商君書》) címet viseli; ezt azonban valószínűleg nagyrészt az i. e. 3. században állították össze, és nem föltétlenül Sang Jang (Shang Yang) eredeti eszméit tartalmazza. A könyv nagyrészt a mezőgazdaság és a hadsereg fejlesztésével foglalkozik, s mint ilyen, tipikus legista mű. Ugyanakkor viszonylag kevés szó esik benne Sang Jang (Shang Yang) legfőbb tevékenységéről, a törvényhozásról, sőt maga Sang Jang (Shang Yang) neve is csupán két fejezetében szerepel.

## Hatása
Huj-ven (Huiwen) herceg, aki az arisztokrácia nyomásának engedve kivégeztette Sang Jang (Shang Yang)ot utólag köszönetet mondott neki a reformjaiért, mert ezekre a reformokra támaszkodva képes volt elhárítani Vej (Wei) 魏, Han (Han) 韓 és Csao (Zhao) 趙 államok támadásit, és számos erődöt és területet tudott elfoglalni keleten a Sárga-folyó völgyében. Ezeknek a hódításoknak és katonai sikereknek az eredményeképpen vált igazán nagy, erős, jelentős és befolyásos állammá Csin (Qin). I. e. 325-ben Huj-ven (Huiwen) herceg felvette a király (vang (wang) 王) címet, ahogy ezt Vej (Wei) is tette i. e. 344-ben, vagy Csi (Qi) hercege i. e. 341-ben. Csin (Qin) immár a többi állammal szemben, egyenrangú félként követelt magának helyet és szerepet abban a folyamatban, amelynek célja az „égalatti” egyesítése volt.
Sang Jang (Shang Yang) reformintézkedései időtállónak bizonyultak. Halála után 84 évvel, i. e. 256-ban Csin (Qin) állam sikeresen döntötte meg a Csou (Zhou)-dinasztia majd nyolc évszázada tartó hatalmát, s további 35 évnyi ádáz háborúskodást követően, i. e. 221-ben egyesítették Kínát és megalapították a Csin (Qin)-dinasztiát. Az egyesített Kína első uralkodója, Csin Si Huang-ti (Qin Shi Huangdi), aki már császárként lépett trónra, nagy részben Sang Jang (Shang Yang) egykori reformjaira támaszkodva szervezte meg birodalma közigazgatását és dolgozta ki törvényrendszerét.